# Rio Dell
Rio Dell és una població dels Estats Units a l'estat de Califòrnia. Segons el cens del 2000 tenia 3.174 habitants.

## Demografia
Segons el cens del 2000, Rio Dell tenia 3.174 habitants, 1.221 habitatges, i 830 famílies. La densitat de població era de 651,9 habitants/km².
Dels 1.221 habitatges en un 34,4% hi vivien nens de menys de 18 anys, en un 48,1% hi vivien parelles casades, en un 13,2% dones solteres, i en un 32% no eren unitats familiars. En el 25% dels habitatges hi vivien persones soles el 10,4% de les quals corresponia a persones de 65 anys o més que vivien soles. El nombre mitjà de persones vivint en cada habitatge era de 2,59 i el nombre mitjà de persones que vivien en cada família era de 3,08.
Per edats la població es repartia de la següent manera: un 28,3% tenia menys de 18 anys, un 9,3% entre 18 i 24, un 26,5% entre 25 i 44, un 22,3% de 45 a 60 i un 13,6% 65 anys o més.
L'edat mediana era de 36 anys. Per cada 100 dones de 18 o més anys hi havia 94,8 homes.
La renda mediana per habitatge era de 29.254 $ i la renda mediana per família de 36.464 $. Els homes tenien una renda mediana de 30.410 $ mentre que les dones 19.688 $. La renda per capita de la població era de 12.569 $. Entorn del 18,5% de les famílies i el 23,1% de la població estaven per davall del llindar de pobresa.

## Poblacions més properes
El següent diagrama mostra les poblacions més properes.